# Юношество (филм, 1959)
„Юношество“ (на италиански: Adolescenza) е италиански документален филм от 1959 година на режисьора Франческо Масели.